# Elmsthorpe n.º 100
Elmsthorpe n.º 100 es un municipio rural canadiense situado en la provincia de Saskatchewan.

## Superficie
Elmsthorpe n.º 100 tiene una superficie de 824,15 km².

## Demografía
En 2021, tenía 195 habitantes, una densidad poblacional de 0,2 hab./km², y 112 viviendas.